# Горнотракийска низина
Горнотракѝйската низинà е най-обширната низина в България. Тя е част от историко-географската област Тракия, като в България низината често се нарича само Тракия. Тя е сред физикогеографските области на Краищенско-Тунджанската зона и се простира на територията на областите Пазарджик, Пловдив, Стара Загора, Хасково и Сливен.

## Географско положение, граници, големина
Низината обхваща средното поречие на Марица и затова се нарича още Маричина низина. Простира се между Средна гора на север, Родопите на юг и Манастирските, Светиилийските възвишения и Сакар планина на изток. Дължината ѝ от запад на изток е 160 – 180 km, а ширината до 40 – 50 km. Площта е 6030 km2, а Средната ѝ надморска височина – 168 m.

## Деление
Морфохидрографските и физикогеографските особености на низината дават основание тя да бъде поделена на две подобласти – Западна (Пазарджишко-Пловдивско поле) и Източна (Старозагорско поле), като двете полета са разделени от Чирпанските възвишения.

### Пазарджишко-Пловдивско поле
То заема западната половина на низината, като неговата южна граница от пролома Момина клисура на река Марица до рида Драгойна се проследява по северното подножие на Родопите, а Северната – от пролома Момина клисура до Чирпанските възвишения се очертава по южното подножие на Средна гора. Низинният релеф на Пазарджишко-Пловдивското поле показва преобладаващо простиране по паралела. Неговият наклон от запад-северозапад на изток-югоизток се маркира по леглото на река Марица. При град Белово в западната му периферия надморската му височина е около 300 м. (Бошулско-Величковските височини са с най-висок връх Градище – 448 м.), а в източната му част, в района на град Първомай намалява до 100 m. В обсега на Пазарджишко-Пловдивското поле река Марица тече недалеч от стръмните северни склонове на Родопите и сравнително далеч от полегатите южни склонове на Средна гора. Това обуславя асиметричното развитие на речната мрежа в полето. Тук левите притоци на Марица протичат на сравнително дълго разстояние през низината, а устията на нейните десни притоци се намират недалеч от високата и стръмна орографска ограда на Родопите. Над широката заравнена низинна повърхност на полето контрастират уединените Пловдивски хълмове (285,5 m).

### Старозагорско поле
То заема източната, широка половина на низината. Простира се на изток от Чирпанските възвишения и се отводнява предимно от река Сазлийка (ляв приток на Марица) и нейните десни притоци. Старозагорското поле по дългата си ос има меридионално направление и осезаем наклон на изток-югоизток. Десните притоци на Марица и левите на Сазлийка разчленяват повърхнината му на плоски вододелни гърбища с надморска височина, която варира от 170 до 150 m. На югоизток, на допира с Харманлийския пролом на Марица височината му значително намалява и достига 80 m.

## Геоложки строеж, полезни изкопаеми
Низината е съвсем млада равнинна земя. Представлява дълбок, хлътнал грабен между Родопите и Средна гора. Между нея и Родопите, по цялото и протежение се простира Маришката разломна зона – от Белово до Свиленград. В основата си низината е изградена от допалеозойски (докамбрийски) и палеозойски скали. Те са покрити с терциерни седименти, които придават равнинния характер на релефа. Отложени са през терциера, когато земите са били дъно на воден басейн. Над терциерните са установени дебели кватернерни и речни наслаги.
През терциера низината е заета от езерен басейн. Едновременно с потъването на дъното на езерото се осъществява издигането на Родопите и Средна гора. Най-големи потъвания има в южната част на низината, където са и най-дебелите терциерни наслаги. През този период разрушените скални материали от планините, носени от реките, се натрупват на дъното на езерото. В по-късен етап езерните води се оттичат и в низината се отлагат вече речни наслаги с дебелина до 100 m, в резултат на което се е оформил съвременният и вид.
Понастоящем Горнотракийската низина представлява нестабилна зона, в която неотектонските движения продължават да се проявяват твърде активно и диференцирано. Доказателство за това е фактът, че Маричината низина е най-чувствителната сеизмична зона в България. За последните 200 години са се случили 4 – 5 разрушителни земетресения, а общият брой на земетресенията през този период е над 2000. Най-опустошителни от тях са Чирпанското земетресение (магнитуд 7,1) от 1928 г. и Велинградското земетресение (магнитуд 5,2) от 1977 г.
През плиоцена (късния терциер) езерният басейн се разширява, в резултат на нейното потъване, и тогава в източната част на низината се образуват дебели утайки от лигнитни въглища (Източно- и Западномаришкият въглищен басейн). По същото това време се натрупват и големи запаси от гипс в района на град Раднево. В същата тази връзка са и студените минерални извори при Меричлери и Симеоновград.

## Климат и води
В западните части на Горнотракийската низина се обособява област с преходноконтинентален климат, докато в най-югоизточните – преходносредиземноморски. Орографските прегради около низината оказват съществено значение за формирането на многогодишния режим на времето. На север Стара планина и Средна гора са сериозни орографски прегради спрямо студените въздушни маси, а на юг Родопите възпрепятстват нахлуването на топлия средиземноморски въздух. Зимният сезон е сравнително мек и топъл. Средната януарска температура е от 0 °C до 1 °C (за Пловдив 0,2 °C), а средната юлска 23 – 24 °C (за Пловдив 23,6 °C). Средногодишна температура 12,5 °C (за Пловдив 12,2 °C Температурната амплитуда е по-малка от тази на Дунавската равнина и е от порядъка на около 23 °C. Тук на 5 юли 1916 г., в град Садово е измерен абсолютният максимум за България 45,2 °C. Топлият климат благоприятства отглаждането на топлолюбиви култури, което е причина за разнообразието в селскотопанската продукция и специализацията на района в производство на зеленчуци. Безмразовият период е доста по-продължителен от този в Северна България, но през зимните месеци чести явления са температурните инверсии и мъглите.
Преобладаващият въздушен пренос е от запад, като източни ветрове са изключение. По северните склонове на Родопите често се наблюдава фьонов ефект.
Валежите в западната част на Горнотракийската низина са под 500 mm, а в източната част между 500 – 600 mm за година, което по-малко от средното за страната. Налице е почти равномерно разпределение на валежите по сезони. Главният валежен максимум е през май, а минимум през март. Валежите са недостатъчни за селскостопанското производство, заради това в района активно се развива мелиоративните земеделски стопанства, подпомагани от мелиоративна инфраструктура – канали, язовири, водоизравнители и т.н.
Сравнително малките валежни количества, високото средно термично ниво, голямото изпарение, малкия наклон на релефа и порьозните кватернерни наслаги обуславят незначителния модул на оттока – 1 – 5 l/s/km2. Той е особено малък (1 l/s/km2) в най-ниските места на низината, а по периферията ѝ, където валежните количества се повишават и наклонът се увеличава достига до 5 l/s/km2).
Протичащите през Горнотракийската низина по-големи реки (леви и десни притоци на Марица), идващи от съседните планински области до голяма степен запазват формирания в тези области речен режим. Неговото нарушаване тук се обуславя от големия териториален обхват на областта, от физикогеографските ѝ особености и от значителното пряко и косвено влияние на човека. Реките, които формират своя отток в пределите на низината (главно малки и къси леви притоци на Марица и десни на Сазлийка), са къси, с малък дебит и непостоянен отток. Неговият максимум се проявява през зимата (февруари и март), а минимумът е ранно есенен (септември и октомври). Тези особености на оттока свидетелстват за преобладаващото дъждовно подхранване на реките. Голяма част от водите на реките протичащи през низината, както и подземните води се използват за напояване.

## Почви и растителност
Почвената покривка в областта на Горнотракийската низина е силно повлияна от характера на релефа, от естеството на геоложката основа и от особеностите на биоклиматичните условия. Тук в най-тясна връзка с разпространението и диференциацията на почвите стои разпределението на оцелелите естествени растителни видове. Покрай река Марица и нейните по-големи притоци речните акумулативни наслаги се съпровождат с алувиални почви. При тяхното разпространение се наблюдават локалитети с плитки подпочвени води и наличието на условие за образуване алувиално-ливадни или алувиално-блатни почви, съчетани на места със солонци и солончаци. освен това тук се наблюдават остатъци от влаголюбива тревна и горска растителност, представена от камъш, върба, топола и елша. Върху неспоените плиоценски езерни седименти негативните земекорни движения, изживяват езерно-блатен стадий и въздействието на средиземноморското климатично влияние са обусловили широкото разпространение на смолниците. Леко нахълмените и дренирани площи в периферията на низината се характеризират с наличието на канелени горски почви и остатъци от сравнително сухолюбива горска растителност. Тя е представена от драка, черен габър, нискорасъл дъб и полски бряст. Като цяло широкият обхват на обработваемите земи в низината обуславя незначителните остатъци от ареала на естествената растителност.

## Животински свят
Горнотракийската низина се отличава с твърде редуцирана средноевропейска и преходно средиземноморска фауна. Тук значително стесненият ареал на естествената растителност и широкото разпространение на усвоените от стопанската дейност на човека площи определят незначителната фаунистична населеност. Главни видове, които се срещат в низината са водният плъх, колхидският фазан, розовият скорец, дроплата, полската яребица. Обикновено водният плъх се среща в добре овлажнените площи на оризищата и свързаните с тях напоителни канали. Колхидският фазан обитава запазената на места по-компактна тревна и горска растителност. Освен това той, както и останалите представители на птичата фауна, се срещат в просторните площи на гъсто развитата културна растителност.

## Лозарство
В района се отглеждат бели и червени сортове грозде, но червените вина доминират значително, както по количество, така и по достойнства. Районът е сравнително равнинен, но лозовите масиви са разположени на хълмисти терени в предпланините на Средна гора, Родопите и Сакар. Сравнително високите годишни температури и подходящите горски и песъкливо-глинести почви са изключително благоприятни за червени винени сортове грозде. Най-широко разпространени са Мерло, Каберне совиньон, а в някои микрорайони и емблематичния български сорт Мавруд. Произведените вина от тези сортове се отличават с интензивно обагряне, висока плътност, наситен аромат с топъл, южен характер и значителен потенциал за дългогодишно отлежаване. Микрорайоните около Хасково, Стамболово, Любимец и Ивайловград се свързват предимно с отлични вина от сорта Мерло. С много достойнства и индивидуалност са вината от Каберне совиньон от Оряховица, Перущица, Брестовица. Микрорайонът на Асеновград неизменно се свързва с престижа на вината от сорта Мавруд.